# Iso Palosaari (ö i Finland, Norra Savolax)
Iso Palosaari är en ö i Finland. Den ligger i sjön Konnevesi och i kommunen Vesanto i den ekonomiska regionen  Inre Savolax ekonomiska region  och landskapet Norra Savolax, i den centrala delen av landet, 300 km norr om huvudstaden Helsingfors. Öns area är 17,9 hektar och dess största längd är 0,9 kilometer i nord-sydlig riktning.